# Omaha (poker)
Pour les articles homonymes, voir Omaha.
 (septembre 2021).
La mise en forme du texte ne suit pas les recommandations de Wikipédia : il faut le « wikifier ».
Les points d'amélioration suivants sont les cas les plus fréquents. Le détail des points à revoir est peut-être précisé sur la page de discussion.
- Les titres sont pré-formatés par le logiciel. Ils ne sont ni en capitales, ni en gras.
- Le texte ne doit pas être écrit en capitales (les noms de famille non plus), ni en gras, ni en italique, ni en « petit »…
- Le gras n'est utilisé que pour surligner le titre de l'article dans l'introduction, une seule fois.
- L'italique est rarement utilisé : mots en langue étrangère, titres d'œuvres, noms de bateaux, etc.
- Les citations ne sont pas en italique mais en corps de texte normal. Elles sont entourées par des guillemets français : « et ».
- Les listes à puces sont à éviter, des paragraphes rédigés étant largement préférés. Les tableaux sont à réserver à la présentation de données structurées (résultats, etc.).
- Les appels de note de bas de page (petits chiffres en exposant, introduits par l'outil «  Source ») sont à placer entre la fin de phrase et le point final[comme ça].
- Les liens internes (vers d'autres articles de Wikipédia) sont à choisir avec parcimonie. Créez des liens vers des articles approfondissant le sujet. Les termes génériques sans rapport avec le sujet sont à éviter, ainsi que les répétitions de liens vers un même terme.
- Les liens externes sont à placer uniquement dans une section « Liens externes », à la fin de l'article. Ces liens sont à choisir avec parcimonie suivant les règles définies. Si un lien sert de source à l'article, son insertion dans le texte est à faire par les notes de bas de page.
- La présentation des références doit suivre les conventions bibliographiques. Il est recommandé d'utiliser les modèles {{Ouvrage}}, {{Chapitre}}, {{Article}}, {{Lien web}} et/ou {{Bibliographie}}. Le mode d'édition visuel peut mettre en forme automatiquement les références.
- Insérer une infobox (cadre d'informations à droite) n'est pas obligatoire pour parachever la mise en page.

Pour une aide détaillée, merci de consulter Aide:Wikification.
Si vous pensez que ces points ont été résolus, vous pouvez retirer ce bandeau et améliorer la mise en forme d'un autre article.
Le Omaha (également appelé le Hold'em Omaha ou bien Holdem Omaha) est une variante du poker à cartes communes, comportant, comme le Texas hold'em cinq cartes communes, mais quatre cartes fermées chez chaque joueur au lieu de deux. De plus, chaque joueur doit réaliser la meilleure main possible avec exactement deux de ses cartes fermées et trois des cartes communes.

## Histoire
L'origine du omaha est inconnue, mais c'est le joueur Robert Turner qui l'a introduit le premier dans les cercles de jeux. Par la suite, Bill Boyd l'a appris et a introduit ce jeu au Golden Nugget Casino (où on appela ce jeu le « Nugget Hold'Em »). On utilise un  jeu de cartes français pour jouer au omaha. Le omaha dans sa variante limit Hi-Lo est un poker présent au HORSE (représenté par la lettre « O »). Le omaha dans sa variante limit Hi-Lo et le pot limit Hi sont présents dans le 8-game (T.H.O.R.S.E.H.A, respectivement la lettre « O » et « A »).

## Description
Dans les casinos d'Amérique du Nord, le terme « omaha » désigne plusieurs types de poker. Le jeu original est aussi appelé omaha high. Une version high-low appelée omaha hi-lo, ou parfois omaha eight-or-better (huit ou mieux) ou encore omaha/8, est également jouée. En Europe, le terme omaha correspond également à la version high, jouée dans sa version pot limit. Le pot limit et le no limit omaha eight-or-better sont joués dans les casinos et les casinos en ligne, bien que la version no-limit soit plus rare.
On dit souvent que le omaha est le poker « des nuts » (la meilleure main possible par rapport aux cartes communes), car il est fréquent de gagner à l'abattage avec les nuts. C'est également un jeu où le joueur peut jouer plusieurs tirages différents simultanément. Par exemple, un joueur peut se retrouver à jouer à la fois un tirage couleur et un full, en utilisant différentes combinaisons de ses cartes. De ce fait, même un joueur expérimenté peut parfois prendre un peu de temps avant de déterminer tous les tirages qu'il peut jouer.

### Règles
- Chaque joueur reçoit, avant le Flop, 4 cartes, distribuées une à une.
- Le joueur à gauche du donneur est de petite blind et le suivant de grosse blind.
- A lieu ensuite un premier tour d'enchère classique.
- La personne qui distribue dévoile, comme au Texas Hold'em le flop.
- A lieu un deuxième tour d'enchère.
- La personne qui distribue dévoile, alors le tournant.
- A lieu un troisième tour d'enchère.
- La personne qui distribue dévoile, alors la Rivière.
- A lieu alors un quatrième et dernier tour d'enchère.
- Chaque joueur encore en jeu doit constituer la meilleure combinaison de 5 cartes, en utilisant exactement 2 cartes de sa main et exactement 3 cartes du tableau.
- C'est l'abattage.

Les différences de base entre le omaha et le texas hold'em sont celle-ci:
- chaque joueur reçoit quatre cartes privatives au lieu de deux.
- à l'abattage, la main finale d'un joueur correspond à la meilleure main de cinq cartes réalisée par exactement trois des cinq cartes communes, et exactement deux cartes privatives. Contrairement au texas hold'em, un joueur ne peut donc utiliser quatre ou cinq cartes communes, ni utiliser trois ou quatre cartes privatives afin de camoufler sa main.

### Structure des mises
Les tours de mise se déroulent comme au Texas hold'em. Le Omaha (aussi dit Omaha High) se pratique soit en limites fixes soit en pot limit, le no limit étant plutôt rare, du fait qu'il diminue énormément l'intérêt technique de la variante. Le pot-limit est de loin le plus répandu, le jeu portant alors le nom de PLO (Pot-Limit Omaha). Cette structure de mises convient au jeu notamment parce qu'elle évite d'envoyer le tapis avant le flop. Cela permet de jouer plus souvent les flops et de donner ainsi une domination aux joueurs qui évaluent le mieux leurs chances en fonction de leurs cartes, du flop, de leur position, de la profondeur de leur tapis et du type d'adversaires.

### Remarques
- Alors que, comme au texas hold'em, dès que cinq cartes de la même couleur, une couleur est possible, un joueur doit toujours avoir dans sa main deux cartes de la même couleur pour faire éventuellement une couleur. Par exemple, sur le board K♠ 9♠ Q♠ Q♥ 5♠, un joueur avec A♠ 2♥ 4♥ 5♣ ne peut pas faire une couleur en utilisant que l'as, comme cela serait possible en texas hold'em; le joueur doit utiliser deux cartes de sa main et seulement trois du board (dans cet exemple, la meilleure main du joueur est deux paires: Q♠ Q♥ 5♠ 5♣ A♠). Un joueur possédant 2♠ 3♠ K♦ J♦ peut jouer une couleur à pique.

- il en est de même pour les  quintes. En Omaha, un joueur ne peut faire une quinte avec une seule carte fermée et 4 cartes communes comme au texas hold'em. Par exemple, sur le board 5♠ 6♥ 7♦ 8♥ A♠, un joueur avec la main J♦ J♠ 4♦ 9♠ ou J♦ J♠ 9♦ 9♠ ne peut pas jouer une quinte. En revanche, un joueur avec J♦ J♠ 4♦ 3♠ peut jouer une quinte de trois à sept.

- Deux paires sur le board ne donnera pas un full à un joueur ayant une carte seule carte qui lui aurait permis d'avoir un full au texas hold'em. Par exemple, sur le board J♠ J♦ 9♦ 5♥ 9♣, un joueur ayant A♠ 2♠ J♥ K♦ ne peut faire un full; ce joueur ne que jouer avec A-J et jouer J♠ J♥ J♦ A♠ 9♣, puisqu'il doit jouer avec trois cartes communes. Un joueur avec J♣ 2♣ 9♠ 10♠  peut utiliser son J-9 pour jouer un full J♠ J♦ J♣ 9♠ 9♦ (ou 9♣). De la même manière, un joueur avec 10♠ 5♣ 5♠ 2♣  peut jouer son 5-5 pour jouer un full J♠ J♦ 5♥ 5♣ 5♠.

- De la même manière, avec un brelan sur le board, un joueur doit posséder une paire afin d'obtenir un full. Par exemple, sur le board J♠ J♦ A♦ J♥ K♣, un joueur avec A♠ 2♠ 3♥ K♦ ne peut avoir un full. Ce joueur a seulement un brelan de valet avec kicker as-roi, et perdra contre un joueur avec une paire de deux en main. Ce cas est probablement l'erreur la plus fréquente en omaha.(Naturellement, un joueur possédant le quatrième valet obtient un carré de valets, n'importe quel autre carte de sa main servira de "kicker" pour faire une main à cinq cartes.)

## Pot-limit omaha

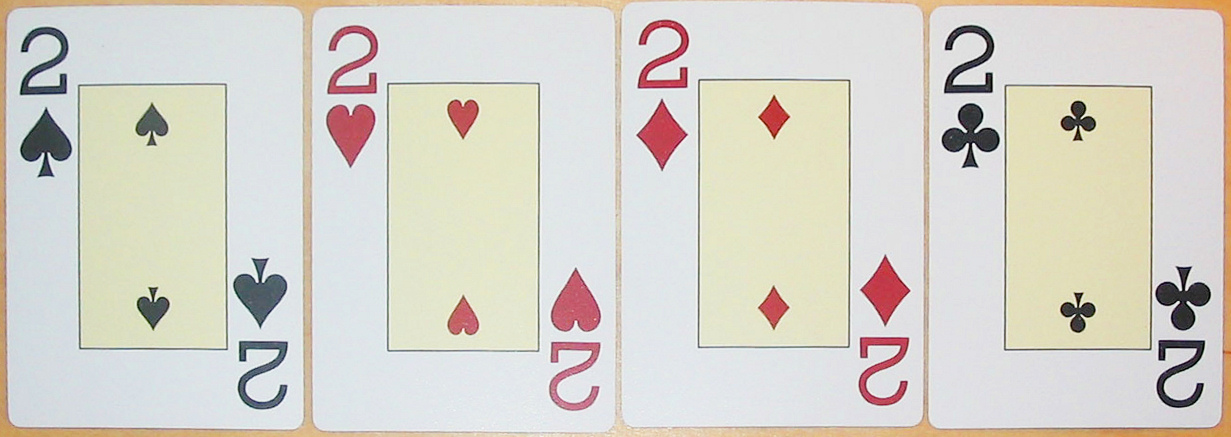
La plus mauvaise main en omaha

Le Pot-limit omaha (abrégé PLO) est populaire en Europe dans les casinos en ligne, ainsi qu'en hautes limites "jeu mixtes" dans certains casinos américains. Il se joue le plus souvent en high seulement, mais peut être également joué en hi-lo. Bien plus que le limit omaha hi-lo, le PLO est un jeu basé sur les tirages afin d'obtenir les nuts. La deuxième meilleur couleur ou quinte est souvent battue. De plus de la croissance exponentielle de la taille du pot en pot limit, conserver sa main jusqu'au bout peut coûter très cher et créer une importante cote implicite inversée.

### Tirages supplémentaires (redraws)
Une excellente main en PLO est le jeu maximal avec tirages supplémentaires.

#### Exemples
1. Si le board estQ♠ J♠ 10♥, et que le joueur a A♠ K♣ Q♣ Q♥, alors non seulement il a le jeu maximal à cet instant (avec as-roi, il a une quinte à l'as), mais il obtient un tirage supplémentaire avec les deux dames en sa possession. En effet, si le board affiche une paire, il obtient soit un full aux dames, soit un carré de dames. A♠ K♠ Q♣ Q♥ serait encore meilleur, grâce à un tirage couleur et quinte flush royal en plus. En fait, avec Q♠ J♠ 10♥ sur le board, A♠ K♠ Q♣ Q♥ est favori à près de 80 % contre 20 % face à n'importe quelle main possédant as-roi(voir freerolling). Même une paire de dames et deux piques est devant de 55 % contre 45 % face à as-roi. Obtenir les nuts dès le flop (quinte ou même couleur) peut être très délicat en PLO.
2. Vous recevez As♣ As♦ 10♣ J♠. Sur le flop suivant Q♣ K♥ 2♣, cela vous fait une overpaire (A-A) KQ2 kicker, avec possibilité d'amélioration vers:

- Couleur max à trèfle (A-10).
- Quinte max (A-J) si un 10 tombe, (A-T) si un J tombe ou (J-10) si un As ou un Neuf tombe.
- Si un As arrive au tournant, vous avez quinte max avec possibilité de full max à la rivière avec vos 2 As en main si un K, Q ou 2 tombe à la rivière, voire une possibilité de carré si c'est le dernier As qui tombe à la rivière.

### Stratégie
En Omaha High, vous tirez des combinaisons plus puissantes qu'en texas hold'em. Une double paire, ou un brelan faible ont une valeur plutôt moyenne. Le but est d'approcher le plus possible des nuts c’est-à-dire d'avoir la main la plus puissante possible à la river.
Si vous jouez des combinaisons intermédiaires comme des quintes par le bas, des couleurs non max, ou encore des couleurs alors qu'il y a possibilité de full (paire sur le board), vous serez battu régulièrement.
Ce jeu nécessite de jouer très serré, en commençant par sélectionner scrupuleusement sa main de départ. Votre main de départ doit vous permettre de faire une couleur (2 cartes de la même couleur avec un As ou un Roi), un full (une paire), une suite (des cartes fortes qui se suivent). La main citée en exemple plus haut est une bonne main de départ car elle permet des tirages multiples.
Les mains de départ à éviter sont les mains comportant trois cartes identiques, quatre couleurs différentes, des cartes qui ne sont pas en relation entre elles c'est-à-dire trop distantes pour couvrir un tirage suite. À jeter sans réfléchir.
À voir aussi le Omaha High/Low, qui permet de jouer simultanément les mains les plus fortes et les mains les plus faibles dans le même coup. Le pot est alors divisé entre les gagnants suivant le niveau de leurs jeux high max et low max au showdown. Le pot est divisé uniquement s'il y a présence de la main la plus hors tableau.

## Omaha hi-lo split-8 or better

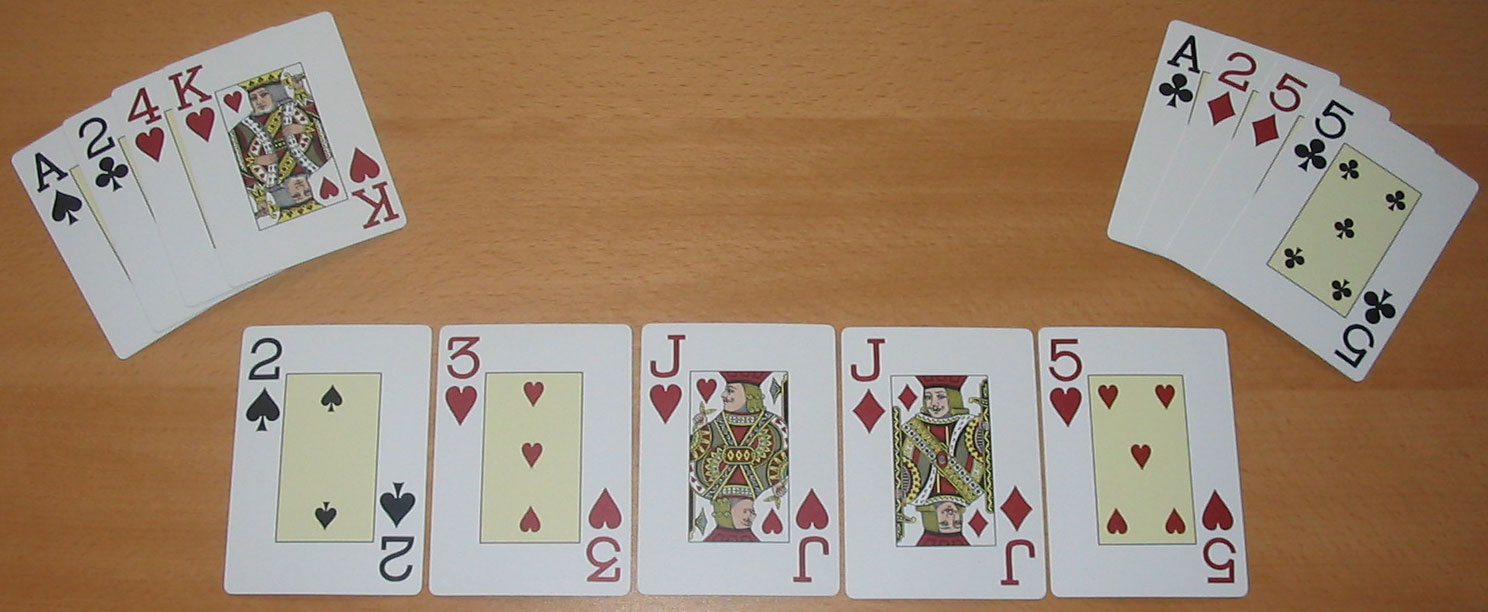
Abattage en omaha hi-lo. Le joueur de gauche gagne le pot de la main basse avec les nuts 5-4-3-2-1. Le joueur de droite gagne le pot de la main la plus forte avec un full aux cinq par les valets

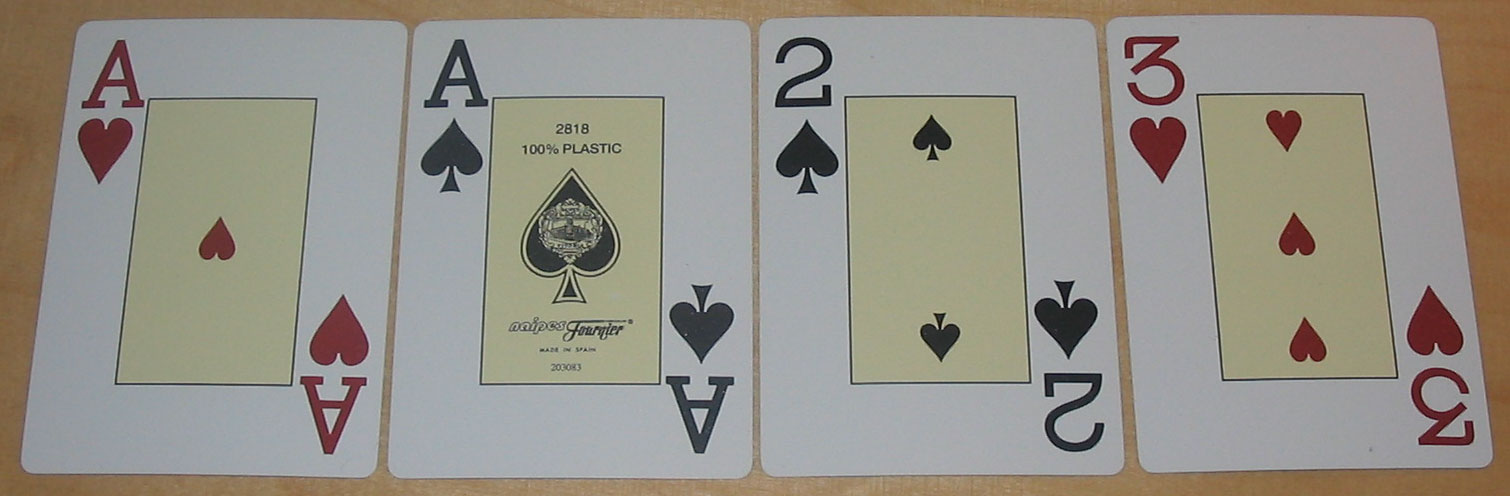
Meilleure main de départ en omaha hi-lo

En Omaha hi-lo 8 or better (ou simplement Omaha/8), chaque joueur joue à la fois une main haute (main la plus forte) et une main basse (low) (de valeur d'au plus hauteur 8 pour être prise en compte), et le pot est divisé en deux, pour le high et le low (qui peut être pour la même personne). Pour qu'une main comptée comme low, un joueur doit posséder un 8-7-6-5-4 ou moins fort (d’où appellation "eight or better"). Quelques casinos compte la main à partir d'une hauteur 9, mais c'est rare. Chaque joueur peut utiliser deux de ses quatre cartes pour faire une main haute, et deux de ses quatre cartes pour un main basse. Si personne ne se qualifie pour une main basse, la main haute remporte le pot en entier. Ce poker se joue généralement en limite fixe, bien que le pot limit omaha/8 est de plus en plus populaire. Quelques tournois de poker en ligne propose du no limit omaha/8.
L'explication sommaire ci-dessus nous montre de la complexité de ce jeu, voici donc quelques exemples afin de le clarifier. Le tableau ci-dessous nous montre un board de cinq cartes en fin de jeu, chaque joueur doit donc dévoiler sa main afin de voir lequel a la meilleure main haute et basse:
| Board: 2♠ 5♣ 10♥ 7♦ 8♣ | Board: 2♠ 5♣ 10♥ 7♦ 8♣ | Board: 2♠ 5♣ 10♥ 7♦ 8♣ | Board: 2♠ 5♣ 10♥ 7♦ 8♣ |
| Player                 | Hand                   | High                   | Low                    |
| ---------------------- | ---------------------- | ---------------------- | ---------------------- |
| Alan                   | A♠ 4♠ 5♥ K♣            | 5♥ 5♣ A♠ 10♥ 8♣        | 7♦ 5♣ 4♠ 2♠ A♠         |
| Bryan                  | A♥ 3♥ 10♠ 10♣          | 10♠ 10♣ 10♥ 8♣ 7♦      | 7♦ 5♣ 3♥ 2♠ A♥         |
| Chris                  | 7♣ 9♣ J♠ Q♠            | J♠ 10♥ 9♣ 8♣ 7♦        | N'est pas qualifié     |
| Derek                  | 4♥ 6♥ K♠ K♦            | 8♣ 7♦ 6♥ 5♣ 4♥         | 7♦ 6♥ 5♣ 4♥ 2♠         |
| Eve                    | A♦ 3♦ 6♦ 9♥            | 10♥ 9♥ 8♣ 7♦ 6♦        | 7♦ 5♣ 3♦ 2♠ A♦         |

Durant cette donne, Chris remporte le demi-pot haut avec une quinte hauteur valet, tandis qu'Eve et Bryan se partagent le demi-pot low (obtenant donc le quart du pot) avec 7-5-3-2-A.
Quelques remarques sur les mains au Omaha/8:
- Afin qu'une éventuelle personne puisse se qualifier pour le low, il doit y avoir au moins trois cartes communes de rang différents et de valeur inférieure à 8. Par exemple, un board composé de K-8-J-7-5 rend un low possible (la meilleure main serait composée de A-2, vient ensuite A-3, puis 2-3, etc.). Un board avec K-8-J-8-5, ne permet pas de se qualifier pour un low (puisque la main la plus basse serait J-8-5-2-A, qui n'est pas assez basse). Statistiquement, près de 60 % du temps un low est possible.

- Les mains basse partagent souvent le pot, de même que les quintes, mais les full rarement. Théoriquement, il est possible de gagner 1/14e de pot (ce qui est incroyablement rare). Gagner un quart de pot est plutôt commun (on dit en anglais "getting quartered"). Un des aspects les plus redoutables en low est le concept de la "contrefaçon". Par exemple, si un joueur a 2-3 et deux autres cartes en main, et que le flop est A-6-7, ce joueur a floppé les "nuts en low". Cependant, si un 2 ou un 3 sort au turn ou à la river, la main est "contrefaite" et le nut en low est perdu (sa main est toujours assez correcte mais 3-4, 3-5 et 4-5 est meilleur). C'est pour cela qu'une main avec une valeur basse supplémentaire est intéressant en vue de "protéger" les nuts en low. Ainsi, si le joueur a 2-3-4, sa main est protégée, car si un 2 ou un 3 tombe, il a toujours la main la plus basse possible. Pour perdre les nuts dans cet exemple, il faut qu'un 2 et un 3, ou bien 2 et un 4, ou bien un 3 et un 4 tombent au turn et à la river (et c'est un joueur avec, respectivement 4-5, 3-5 et 2-5 qui obtient les nuts), par un certain manque de chance. De même il est bien meilleur de posséder une main à tirage pour les nuts en low tout en restant protégé par les nuts. Par exemple, ça serait le cas si un joueur possède A-2-3 qur un flop 7-8-9; toute carte sous le 7 donne au joueur le meilleur low possible.

- Lorsque quatre ou cinq cartes basses apparaissent sur le board, il devient difficile de lire sa main finale correctement. Par exemple, sur le board 2♦ 6♥ A♣ 5♣ 8♠, la main 2♥ 4♠ 5♠ K♦ joue un 6-5-4-2-A (utilisant son 2-4 en main et A-5-6 du board, ou bien 4-5 et A-2-6, ce qui revient au même).

- Avoir trois ou quatre cartes de même rang est très mauvais. En fait, la plus mauvaise main du jeu est 2♠ 2♣ 2♥ 2♦. La seule combinaison possible étant 2-2, il est impossible de faire un low. de plus, puisqu'il n'y a plus de 2 dans le jeu, il est impossible de faire un brelan ou un full aux deux. Toute personne ayant une carte identique avec les cartes communes obtient une meilleure paire. De même, avoir quatre cartes de la même couleur diminue les chance de faire une couleur. Commencer avec quatre cartes de la même couleur rend une couleur impossible. Les simulations sur ordinateur montrent que la meilleure main de départ en omaha est A-A-K-K (double couleur). Une main appréciée en omaha est A-A-J-10(double couleur), grâce à une meilleure chance de faire une quinte max. En hi-lo, la meilleure main de départ est A-A-2-3 (double couleur)[2].

- Les mains à éviter sont celles avec des rangs moyens, car elles partagent souvent le pot low, et qu'elle s'améliorent en paires et brelans médiocres, en couleurs faibles et quintes intermédiaires, ce qui peut coûter très cher. Les carrés sont les pires mains en omaha, par opposition aux autres types de poker, où c'est considéré comme extrêmement fort[3].

- Les mains basses de la meilleure à la pire : 5-4-3-2-A ( la roue), 6-4-3-2-A, 6-5-3-2-A, 6-5-4-2-A, ..., 8-7-6-5-4. Les mains basses peuvent être lus comme des nombres de 54321 à 87654 (en excluant tout chiffre doublé). Le plus petit nombre correspond alors à la meilleure main. Exemple: 2♠ 3♣ 5♥ 6♥ 7♥ est plus petit que A♠ 2♣ 3♥ 4♣ 8♠[4].

## Variantes
Parfois le omaha hi-lo est joué avec une qualification pour les mains de hauteur 9 ou 7 au lieu de 8. Il peut se jouer avec 5 cartes en main au lieu de 4. Dans ce cas, c'est toujours avec deux cartes en mains et trois du bord qu'on doit créer sa main finale.
Dans le « courchevel », au moment de miser avant le flop après avoir reçu ses cartes, une première card commune est posée face visible sur le board, de manière que les joueurs puissent miser avec leurs cartes en main. Ensuite les deux autres cartes sont posées sur le board, et ensuite le jeu continue comme en omaha.
Le pot limit omaha peut être joué avec plus de quatre cartes en main, la variante la plus répandue étant avec six cartes et est très répandue dans les casinos britanniques, la variante avec cinq cartes est populaire dans les cerles parisiens (appelé omaha 5) et au sud-est des États-Unis (le big O).
Maitriser l'Omaha hi-lo est une obligation pour les tout meilleurs joueurs de poker du monde du fait de sa présence dans la rotation des 5 variantes du HORSE (Hold'em, Omaha hi-lo, razz, stud, stud hi-lo).

## Histoire
Le omaha hold'em tient son nom de deux types de jeu.
Dans le omaha le plus ancien, chaque joueur reçoit deux cartes et doit utiliser ses deux cartes afin de les combiner avec les cartes communes et obtenir la meilleure main. Cette version qu omaha est définie dans le glossaire de Super/System (sous le nom omaha) comme étant identique au « tight holdem ». La partie « Omaha » représente donc l'aspect du jeu qui consiste à utiliser deux cartes de sa main.
Le terme « hold'em » se réfère au fait que des cartes communes sont partagées par les joueurs. Cela s'oppose au draw, où chaque joueur ne dispose que de cartes privatives et cachées, et également au stud où chaque joueur possède à la fois des cartes privatives cachées et visibles.

## Source
- (en) Cet article est partiellement ou en totalité issu de l’article de Wikipédia en anglais intitulé « Omaha hold'em » (voir la liste des auteurs).